# ウィタカーズ (ノースカロライナ州)
ウィタカーズ (英: Whitakers)は、アメリカ合衆国ノースカロライナ州中央部に位置する町である。人口は744人（2010年）。
アメリカ国道301号線及びアムトラックの線路が市街地の中央部を南北に通り、その東側がエッジコム郡、西側がナッシュ郡となっており、両郡にまたがる形となっている。また、両郡の最北端に位置する町でもある。ノースカロライナ州ロッキーマウント合同統計地域に属している。

## 人口
2000年の国勢調査の時点で、ウィタカーズには331世帯799人が住んでおり、人口密度は376.2人/km2であった。1住宅の密度は174.2軒/km²で、370軒の住宅が存在した。331世帯のうち、38.4%が同居している夫婦で、24.5%が18歳未満の子供のいる家族、20.5%が夫のいない女性の世帯主、33.8%が家族でない住民であった。独居世帯の割合は全世帯の31.4%で、そのうち13.9%が65歳以上の独居世帯であった。1世帯あたりの平均人数は2.41人、1家族あたりの平均人数は3.04人となっていた。
人口は18歳未満が22.0％、18歳から24歳が7.5％、25歳から44歳が27.5％、45歳から64歳が25.5％、65歳以上が17.4％でで、年齢の中央値は41歳であった。男女比は女性100人に対して男性88.0人（男性：女性=46.8%:53.2%）、18歳以上に関しては女性100人に対して男性は84.3人（男性：女性=45.7%:54.3%）となっていた。
人種構成はアフリカ系アメリカ人が58.32%、白人が40.55%、ネイティブアメリカンが0.13％、他の人種が0.88%、2つ以上の人種と回答した人は0.13%であった。ヒスパニックとラティーノは総人口の0.88％を占めた。
世帯平均収入は24,141ドルで、1家族の平均収入は27,188ドル、男性の平均収入は29,643ドル、女性は21,736ドルであった。町の一人当たりの収入は12,893ドルとなっていた。18歳未満の50.2％と65歳以上の34.1％を含む、全家族の25.4％と総人口の33.3％が貧困線以下だった。

## 出身者
- ドワイト・ワトソン（英語版） - 「トラクター・マン」とも呼ばれるタバコ農家。2003年、タバコ栽培への補助金減額などの政策に抗議するためワシントンD.C.のナショナル・モールの憲法庭園 (Constitution Gardens) にトラクターで侵入し、爆発物を持っていると主張した。
- ネイサン・マヨ - フロリダ州農務長官

## ウィタカーズが出てくる作品
- 小説 「Tom Neitherson」